# 1955 en Belgique
Chronologie de la Belgique
- 1951
- 1952
- 1953
- 1954
- 1955
- 1956
- 1957
- 1958
- 1959

Cette page concerne des événements d'actualité qui se sont produits durant l'année 1955 du calendrier grégorien, en Belgique.

## Chronologie

### Février
- 1er février : le ministre Léo Collard (PSB) dépose un projet de loi favorisant l'enseignement de l'État[1].

- 27 février : première manifestation contre le projet de loi Collard[2].

### Mars
- 26 mars : à Bruxelles, environ 100 000 personnes participent à une manifestation (interdite) en faveur de l'enseignement libre[3],[4].

### Avril
- 3 avril : l'incendie du cinéma Rio à Sclessin fait 39 morts.

### Mai
- 15 mai : visite du roi Baudouin au Congo belge[2],[5].

### Juillet
- 10 juillet : une nouvelle manifestation pour la défense de l'enseignement libre rassemble plus de 250 000 personnes à Bruxelles[6],[7].

### Octobre
- 29 octobre : signature de l'accord interprofessionnel sur la semaine de 45 heures[2].

## Culture

### Bande dessinée
- La Corne de rhinocéros.
- Le Mystère de la Grande Pyramide.

### Littérature
- Prix Rossel : Lucien Marchal, La Chute du grand Chimu.

## Musique
- Concours musical international Reine Élisabeth de Belgique 1955 (violon)

## Sciences
- Prix Francqui : Ilya Prigogine (chimie, physique moléculaire, ULB).

## Naissances
- 5 février : Joseph Marcel Ramet, médecin pédiatre belge et professeur d'université († 7 mars 2019).

## Décès
- 12 janvier : Armand Thiéry, prêtre, théologien, philosophe et psychologue (° 6 août 1868).
- 25 janvier : Charles Deruyter, coureur cycliste (° 27 janvier 1890).
- 13 février : Raoul Henkart (en), escrimeur (° 11 juin 1907).
- 15 février : Norbert Van Doorne (nl), homme politique (° 12 janvier 1881).
- 19 février : Marcel Dubois (nl), lutteur gréco-romain, haltérophile et athlète (° 27 août 1886).
- 21 février : Emmanuel Janssen, financier et industriel (9 décembre 1879, mort en France à Vence).
- 8 mars : Clémentine de Belgique, fille cadette de Léopold II (° 30 juillet 1872, morte en France à Nice).
- 21 mars : Octave Dierckx, homme politique (° 15 octobre 1882).
- 4 avril :
  - Paul Crokaert, homme politique (° 1er décembre 1875).
  - Henri Devroye, coureur cycliste (° 21 octobre 1884).
- 13 avril : Jules Adam (nl), homme politique (° 2 avril 1895).
- 16 avril : Robert d'Ursel, homme politique (° 7 janvier 1873).
- 30 avril : Marie-Albert van der Cruyssen, héros de la Première Guerre mondiale et moine cistercien (° 11 juillet 1874).
- 5 mai : Émile Andrieu, footballeur (° 1er février 1881).
- 19 mai : Antoon van Clé (nl), chanoine norbertin et dirigeant sportif (° 15 juillet 1891).
- 28 mai : Jean-Baptiste Cornez, homme politique (° 4 juillet 1902).
- 30 mai : Bruno de Winter (nl), journaliste (° 9 mars 1910).
- 7 juin : Alfred Bastien, peintre (° 16 septembre 1873).
- 10 juin : Joseph Fobe, homme politique (° 16 octobre 1876).
- 15 juin : Louis Van Hooveld, homme politique (° 13 mars 1876).
- 1er juillet : Prosper De Cloedt, homme politique (° 27 septembre 1878).
- 5 juillet : Gustave Magnel, ingénieur civil (° 15 septembre 1889).
- 3 août : Fernand Faniard, ténor naturalisé français en 1949 (° 9 décembre 1894, mort à Paris).
- 9 août : Henri Verhavert, gymnaste (° 8 septembre 1874).
- 10 août : Jules Hoen, homme politique (° 25 février 1885).
- 17 août : Georges Hody (nl), homme politique (° 25 décembre 1892).
- 2 septembre : Pierre Delannoy (nl), homme politique (° 27 juillet 1876).
- 3 septembre : Léon Halkin, philologue classique et historien (° 28 septembre 1872).
- 19 septembre : Constant Eeckels (nl), écrivain de langue néerlandaise (° 5 septembre 1879).
- 7 octobre : Rodolphe William Seeldrayers, sportif, journaliste et dirigeant sportif (° 16 décembre 1876).
- 16 octobre : Charles Cambier, footballeur (° 5 janvier 1884).
- 19 octobre : Eugène Joseph Delporte, astronome (° 10 janvier 1882).
- 20 octobre : Jan Laurens (nl), homme politique (° 19 novembre 1886).
- 9 novembre : Alexandre Spreutel, syndicaliste et homme politique (14 juin 1880).
- 11 novembre : Auguste Devaux (nl), homme politique (11 février 1878).
- 13 novembre : Jacques Feyerick (nl), athlète (° 28 décembre 1874).
- 22 novembre : Théophile Beeckman, coureur cycliste (° 1er novembre 1896).
- 25 novembre : Prosper De Bruyn, homme politique (° 26 août 1885).
- 26 novembre : Max-Léo Gérard, homme politique (° 24 avril 1879).
- 17 décembre : Alexandre de Hemptinne (nl), physicien et chimiste (° 17 avril 1866).
- 19 décembre : Camiel Annys (nl), maître-verrier (° 21 janvier 1885).
- 20 décembre : Frans Zielens (nl), compositeur (° 29 septembre 1877).
- 21 décembre : Jules De Bisschop, avironneur (° 5 février 1879).
- 22 décembre : Jules-Émile Verschaffelt, physicien (° 27 janvier 1870).
- 31 décembre : René Demoitelle (nl), homme politique (° 2 février 1891).